# Aloe congdonii
Aloe congdonii ist eine Pflanzenart der Gattung der Aloen in der Unterfamilie der Affodillgewächse (Asphodeloideae). Das Artepitheton congdonii ehrt den Briten Colin Congdon, Manager einer Teeplantage in Tansania und Hobbynaturforscher.

## Beschreibung

### Vegetative Merkmale
Aloe congdonii wächst stammlos, sprosst und bildet große Gruppen. Ihre etwa acht bis zehn eiförmigen-lanzettlichen Laubblätter bilden dichte Rosetten. Die gräulich grüne, rot überhauchte Blattspreite ist 15 bis 20 Zentimeter lang und 3 bis 5 Zentimeter breit. Auf der Blattoberfläche befinden sich zahlreiche verlängerte, weißliche Flecken. Die bleichen, winzig braungespitzen Zähne am Blattrand sind 1 bis 2 Millimeter lang und stehen 5 bis 8 Millimeter voneinander entfernt.

### Blütenstände und Blüten
Der meist einfache Blütenstand erreicht eine Länge von 20 bis 50 Zentimeter. Manchmal werden ein bis zwei Zweige ausgebildet. Die mehr oder weniger dichten, fast kopfigen bis zylindrischen Trauben sind 5 bis 10 Zentimeter lang. Die eiförmig lang zugespitzten Brakteen weisen eine Länge von 6 bis 8 Millimeter auf und sind 3 bis 3,5 Millimeter breit. Die orangerosafarbenen Blüten stehen an 18 bis 22 Millimeter langen Blütenstielen. Die Blüten sind 32 bis 38 Millimeter lang und an ihrer Basis gerundet. Auf Höhe des Fruchtknotens weisen sie einen Durchmesser von 8 Millimeter auf. Darüber sind die Blüten leicht verengt und schließlich zur Mündung hin erweitert. Ihre äußeren Perigonblätter sind auf etwa 10 bis 13 Millimeter ihrer Länge nicht miteinander verwachsen. Die Staubblätter und der Griffel ragen leicht aus der Blüte heraus.

## Systematik, Verbreitung und Gefährdung
Aloe congdonii ist in Tansania auf Felsvorkommen in Höhenlagen von 1500 bis 2375 Metern verbreitet.
Die Erstbeschreibung durch Susan Carter wurde 1994 veröffentlicht.
Aloe congdonii wird in der Roten Liste gefährdeter Arten der IUCN als „Near Threatened (NT)“, d. h. gering gefährdet, geführt.

## Nachweise